# 배뱅이
《배뱅이》(Baebaeng-i)는 한국에서 제작된 곽정환 감독의 1973년 영화이다. 신영일 등이 주연으로 출연하였고 곽정환 등이 제작에 참여하였다.

## 출연

### 주연
- 신영일
- 여수진
- 장욱제
- 박주아